# Lijst van rijksmonumenten in Slenaken
De plaats Slenaken telt 9 inschrijvingen in het rijksmonumentenregister. Hieronder een overzicht.
| Object                                                                                     | Oorspronkelijke functie?  | Bouwjaar                      | Architect             | Locatie                                                                    | Coördinaten?                  | Nr.?   | Afbeelding        |
| ------------------------------------------------------------------------------------------ | ------------------------- | ----------------------------- | --------------------- | -------------------------------------------------------------------------- | ----------------------------- | ------ | ----------------- |
| Sint-Remigiuskerk                                                                          | Kerk en kerkonderdeel     | 1793                          | Wincqs, Jean, Brussel | Grensweg 3                                                                 | 50° 46' 5" NB, 5° 51' 45" OL  | 39266  | Meer afbeeldingen |
| Pastorie                                                                                   | Kerkelijke dienstwoning   | 18e eeuw                      |                       | Dorpsstraat 12                                                             | 50° 46' 7" NB, 5° 51' 43" OL  | 39267  | Meer afbeeldingen |
| Broekhof; met binnenplaats; van baksteen                                                   | Boerderij                 | 1799 (gevelsteen)             |                       | Dorpsstraat 55                                                             | 50° 46' 26" NB, 5° 51' 19" OL | 39268  | Meer afbeeldingen |
| Molen van Slenaken                                                                         | Industrie- en poldermolen | 1773 (ankers)                 |                       | Dorpsstraat 48                                                             | 50° 46' 17" NB, 5° 51' 29" OL | 39269  | Meer afbeeldingen |
| Oude waterput te Schilberg met houten bovenschuur                                          | Straatmeubilair           | onbekend, vernieuwd in 1922   |                       | Maastrichterweg tegenover 5                                                | 50° 45' 60" NB, 5° 50' 55" OL | 39270  | Meer afbeeldingen |
| Sint-Annakapel                                                                             | Kapel                     | 1715 ca. 1850 (ingebruikname) |                       | Kerkdel / Schilbergerweg                                                   | 50° 45' 53" NB, 5° 51' 45" OL | 39271  | Meer afbeeldingen |
| Hoeve van baksteen                                                                         | Boerderij                 | 18e eeuw                      |                       | Waterstraat 2                                                              | 50° 46' 11" NB, 5° 51' 50" OL | 39272  | Meer afbeeldingen |
| Terrein waarin steenformatie met slijpsporen van stenen bijlen ('Slijpsteen van Slenaken') | Archeologisch monument    | Neolithicum                   |                       | Tussen de Grensweg en de Gilverderweg, tegen de Nederlands/Belgische grens | 50° 45' 58" NB, 5° 52' 10" OL | 46147  | Meer afbeeldingen |
| Broekhofkapel of Mariakapel                                                                | Kapel                     | 1880                          |                       | Dorpsstraat bij nr 57                                                      | 50° 46' 28" NB, 5° 51' 16" OL | 506469 | Meer afbeeldingen |